# Liste der Monuments historiques in Lantillac
Die Liste der Monuments historiques in Lantillac führt die Monuments historiques in der französischen Gemeinde Lantillac auf.

## Liste der Bauwerke
| Bezeichnung | Beschreibung | Standort                   | Kennzeichnung | Schutzstatus | Datum | Bild           |
| ----------- | ------------ | -------------------------- | ------------- | ------------ | ----- | -------------- |
| Haus        | Erbaut 1568  | 9–15, rue du Manoir (Lage) | PA00091349    | Inscrit      | 1934  | weitere Bilder |

## Liste der Objekte
- Monuments historiques (Objekte) in Lantillac in der Base Palissy des französischen Kultusministeriums